# Sicyonia picta
Sicyonia picta är en kräftdjursart som beskrevs av Faxon 1893. Sicyonia picta ingår i släktet Sicyonia och familjen Sicyoniidae. Inga underarter finns listade i Catalogue of Life.